# Floorfiller
«Floorfiller» es el segundo sencillo del tercer álbum Pop 'til You Drop! del grupo A-Teens. También aparece en el álbum New Arrival.
Este sencillo fue lanzado en la radio en julio del 2002 en América del Norte y en agosto del 2002 en América del Sur. Alcanzó a ser el número seis en México, y número tres en Argentina.
La canción fue escrita por Grizzly, Tysper y Mack, quienes también trabajaron con la banda en los sencillos "Upside Down" y "Halfway Around the World". El sencillo fue lanzado en Europa en octubre del 2002 y alcanzó a ser el número cuatro en Suecia - país donde ganó un Disco de Oro, - treinta y tres en Alemania, y cuarenta y seis en Austria.

## Videoclip
El vídeo fue dirigido por Sanaa Hamri y filmado en el club The Loft en Los Ángeles, California. Los A-Teens participaron en la creación del concepto del vídeo.
El vídeo fue muy popular en los canales de música. En el año 2002, se colocó en el puesto 63 de los vídeos más pedidos en MTV México, y en el puesto 45 en MTV Argentina. También llegó a ser el número 23 en la lista Top 100 de Telehit en el mismo año. El coreógrafo de este video fue Charles Klapow, (el coreógrafo de High School Musical).
El DVD fue lanzado el 29 de octubre de 2002 en los EE. UU. para promover el álbum y el vídeo. Se vendió relativamente bien en los EE. UU. y México.

## Lanzamientos
Sencillo en CD (Europa)
1. «Floorfiller» [Versión de Radio] - 3:13
2. «Floorfiller» [Versión Extensa] - 4:04

Maxi-CD en Europa / Sudáfrica
1. «Floorfiller» [Versión de Radio] - 3:13
2. «Floorfiller» [Versión Extensa] - 4:04
3. «Floorfiller» [Versión Corta] - 3:03
4. «Floorfiller» [Versión Larga] - 4:34

Sencillo en DVD (EE. UU.)
1. «Floorfiller» [Videoclip]
2. «Sugar Rush» [Videoclip]